# Liste des dirigeants de la république populaire de Lougansk
Cet article liste les différentes personnes qui ont dirigé la république populaire de Lougansk depuis sa création en 2014.

## Gouverneur
| Nom                                              | Mandat           | Mandat           | Parti              | Notes                                                                                             |
| Nom                                              | Début            | Fin              | Parti              | Notes                                                                                             |
| ------------------------------------------------ | ---------------- | ---------------- | ------------------ | ------------------------------------------------------------------------------------------------- |
| Gouverneur populaire                             |                  |                  |                    |                                                                                                   |
| Valéri Bolotov                                   | 18 mai 2014      | 14 août 2014     |                    | Début de la guerre, la république populaire de Donetsk n'est pas encore structurée comme un État. |
| Président de la république populaire de Lougansk |                  |                  |                    |                                                                                                   |
| Igor Plotnitski                                  | 14 août 2014     | 24 novembre 2017 | Paix pour Lougansk | Démissionne lors du coup d'État de 2017.                                                          |
| Leonid Passetchnik                               | 24 novembre 2017 | 5 octobre 2022   | Paix pour Lougansk | Assure l'intérim du 14 novembre 2017 au 20 novembre 2018. Est élu le 11 novembre 2018.            |
| Chef de la république populaire de Lougansk      |                  |                  |                    |                                                                                                   |
| Leonid Passetchnik                               | 5 octobre 2022   | En cours         | Russie unie        | Par intérim                                                                                       |

## Chef du gouvernement
| Nom                | Mandat           | Mandat           | Parti | Notes |
| Nom                | Début            | Fin              | Parti | Notes |
| ------------------ | ---------------- | ---------------- | ----- | ----- |
| Vassili Nikitine   | 18 mai 2014      | 4 juillet 2014   |       |       |
| Marat Bachirov     | 4 juillet 2014   | 20 août 2014     |       |       |
| Igor Plotnitski    | 20 août 2014     | 26 août 2014     |       |       |
| Guennadi Tsypkalov | 26 août 2014     | 26 décembre 2015 |       |       |
| Sergueï Kozlov     | 26 décembre 2015 | en fonction      |       |       |